# Nghiến răng
Nghiến răng là tình trạng nghiến răng hoặc cắn chặt hàm quá mức. Đây là một hoạt động không bình thường của miệng, không liên quan đến chức năng bình thường như ăn hoặc nói. Nghiến răng là một hành vi phổ biến, với tỷ lệ mắc bệnh từ 8% đến 31% trong dân số nói chung. Có một số triệu chứng thường liên quan đến nghiến răng, bao gồm đau cơ hàm, nhức đầu, răng nhạy cảm, mòn răng và hư hỏng các phục hồi răng. Các triệu chứng có thể rất nhẹ và người bệnh không nhận thức được tình trạng của mình. Nếu không được điều trị, theo thời gian, nhiều răng sẽ bắt đầu mòn đi cho đến khi toàn bộ răng bị mất.